# 小川博久
小川 博久（おがわ ひろひさ、1936年5月1日 - 2019年9月18日）は、日本の幼児教育学者。日本保育学会会長、東京学芸大学名誉教授。東京都生まれ。

## 略歴
- 1959年 - 早稲田大学教育学部教育学科卒業
- 1968年 - 東京教育大学（現・筑波大学）教育学研究科単位取得満期退学
- 1969年 - 北海道教育大学教育学部講師
- 1970年 北海道教育大学教育学部助教授
- 1973年 - 東京学芸大学教育学部助教授
- 1986年 - 東京学芸大学教授
- 1992年度 - 東京学芸大学教育学部教授[1]
- 1993年 - 東京学芸大学附属野外教育実習施設長
- 1999年 - 日本女子大学家政学部教授
- 2001年 - 聖徳大学大学院児童学研究科教授
- 2002年 - (～2004年) 野外文化教育学会副会長[2]
- 2002年 - (～2004年) 関東教育学会編集委員[2]
- 2002年度 - 日本女子大学家政学部・児童学科教授[1]
- 2003年 - (～2005年) 日本保育学会会長[2]
- 2003年 - (～2004年) 日本教育方法学会理事[2]
- 2003年度 - (～2004年度) 日本女子大学家政学部教授[1]
- 2007年度 - 聖徳大学人文学部教授[1]
- 2009年度 - 聖徳大学文学部教授[1]
- 2012年度 - 東京学芸大学教育学部名誉教授[1]
- 2019年 - 死去。叙従四位、瑞宝小綬章追贈[3]

## 活動
東京学芸大学、日本女子大学等で研究、教育活動を通して長きに渡り幼稚園教員の養成を行ってきたほか、日本保育学会会長や野外文化教育学会会長等を務め、文部科学省中央教育審議会初等中等教育分科会の各部会で専門委員として活動した。

## 著書
- 『保育援助論』スペース新社保育研究室 編. 生活ジャーナル, 2000.4 萌文書林, 2010.5
- 『21世紀の保育原理』同文書院, 2005.4
- 『遊び保育論』萌文書林, 2010.5
- 『保育者養成論』萌文書林, 2013.4
- 『現代の教育にどう取り組むか 保育・子育てへの展望』小川清美編. わかば社, 2020.4

### 共編著・監修
- 『子どもの権利と幼児教育 幼児の教育とはなにか』小川博久 [等]著. 川島書店, 1976
- 『保育内容・環境』 (新保育内容シリーズ) 中沢和子共編著, 岩城操[ほか]著. 建帛社, 1989.4
- 『幼児放送教育の研究 情報環境としての放送番組と保育実践』小笠原喜康共編著. 川島書店, 1989.5
- 『年齢別保育実践シリーズ』全5巻 編集責任. フレーベル館, 1990.7
- 『人間関係』 (保育・幼児教育シリーズ) 編著. 川島書店, 1994.4
- 『教師批判を超えて 普通の教師の普通の営み』編. 新評論, 1994.7
- 『新幼稚園教育要領の解説』小田豊,森上史朗,神長美津子共編著. ぎょうせい, 1999.9
- 『「遊び」の探究 大人は子どもの遊びにどうかかわりうるか』編著, スペース新社保育研究室 編. 生活ジャーナル, 2001.5
- 『保育者論』林信二郎共編著. 樹村房, 2002.3
- 『環境 身近な環境とのかかわりに関する領域』 (領域別・保育内容研究シリーズ) 新井孝昭共編著. ひかりのくに, 2002.8
- 『幼稚園教育実習ノート 充実した教育実習を体験しよう』 (教職課程新書) 岡健共編著. 協同出版, 2002.8
- 『子どもの「居場所」を求めて 子ども集団の連帯性と規範形成』岩田遵子共著. ななみ書房, 2009.5
- 『遊び保育の実践』中山昌樹共編著. ななみ書房, 2011.5
- 『子どもも保育者も笑顔になる!遊び保育のための実践ワーク 保育の実践と園内研究の手がかり』監修,吉田龍宏,渡辺桜編著. 萌文書林, 2014.10
- 『授業実践の限界を超えて ある教師の表現者としての教育実践』岩田遵子,本庄冨美子共著. ななみ書房, 2018.4